# Канадски жерав
Канадски жерав (Grus canadensis) е вид птица от семейство Жеравови (Gruidae).

## Разпространение и местообитание
Разпространен е в Канада, Китай, Куба, Мексико, Русия, САЩ, Южна Корея и Япония.